# فیلیپ کوبر (قایقران روئینگ)
فیلیپ کوبر (انگلیسی: Philip Kueber; ۱۷ نوامبر ۱۹۳۴ – ۲۳ نوامبر ۲۰۰۹) قایقران روئینگ اهل کانادا بود.